# The Man with the Horn
The Man with the Horn – album Milesa Davisa nagrany w latach 1980–1981, po jego powrocie z odosobnienia, i wydany w 1981 r.

## Historia i charakter albumu
Album był częściowym powrotem do brzmienia trąbki Davisa sprzed okresu 1969–1975, chociaż reszta zespołu posługiwała się instrumentami elektrycznymi i elektronicznymi (syntezator), a sam Miles korzystał z efektu wah wah.
Zasadniczo muzyka jest pod dużym wpływem rocka, a także fusion.

## Muzycy
- Miles Davis – trąbka (wszystkie utwory)
- Bill Evans – saksofon sopranowy (wszystkie oprócz 3)
- Barry Finnerty – gitara (wszystkie oprócz 1, 5)
- Mike Stern – gitara (1)
- Marcus Miller – gitara basowa (wszystkie oprócz 3, 5)
- Sammy Figueroa – instrumenty perkusyjne (wszystkie oprócz 5)
- Al Foster – perkusja (wszystkie oprócz 3, 5)
- Randy Hall – wokal (5), gitara (5), czelesta (5), syntezator (3, 5)
- Robert Irving III – Yamaha CP30 (3, 5)
- Felton Crews – gitara basowa (3, 5)
- Vincent Wilburn – perkusja (3, 5)

## Spis utworów
| 1. | Fat Time                                      | 9:57  |
|    |                                               |       |
| 2. | Back Seat Betty                               | 11:16 |
|    |                                               |       |
| 3. | Shout (R. Hall/R. Irving III/G. Burris)       | 5:51  |
|    |                                               |       |
| 4. | Aida                                          | 8:12  |
|    |                                               |       |
| 5. | The Man with the Horn (R. Hall/R. Irving III) | 6:35  |
|    |                                               |       |
| 6. | Ursula                                        | 10:46 |
|    |                                               |       |
|    |                                               | 52:37 |
|    |                                               |       |

## Opis płyty
- Producent – Teo Macero
- Producent wykonawczy – George Butler
- Inżynier dźwięku – Stan Tonkel
- Studio – CBS Recording Studios, Nowy Jork
- Data nagrania – 1980–1981
- Remiksowanie – Don Pulse
- Studio – CBS Recording Studios, Nowy Jork
- Doradca techniczny – Harold Tarkowsky
- Drudzy inżynierowie – Nancy Byer, Ted Brosnan
- Mastering – CBS Recording Studios, Nowy Jork
- Długość – 51 min. 17 sek.
- Projekt – John Berg i Cindy Brown
- Fotografie – Bob Cato
- Firma nagraniowa – Columbia
- Numer katalogowy – CK 36790